# 比爾街

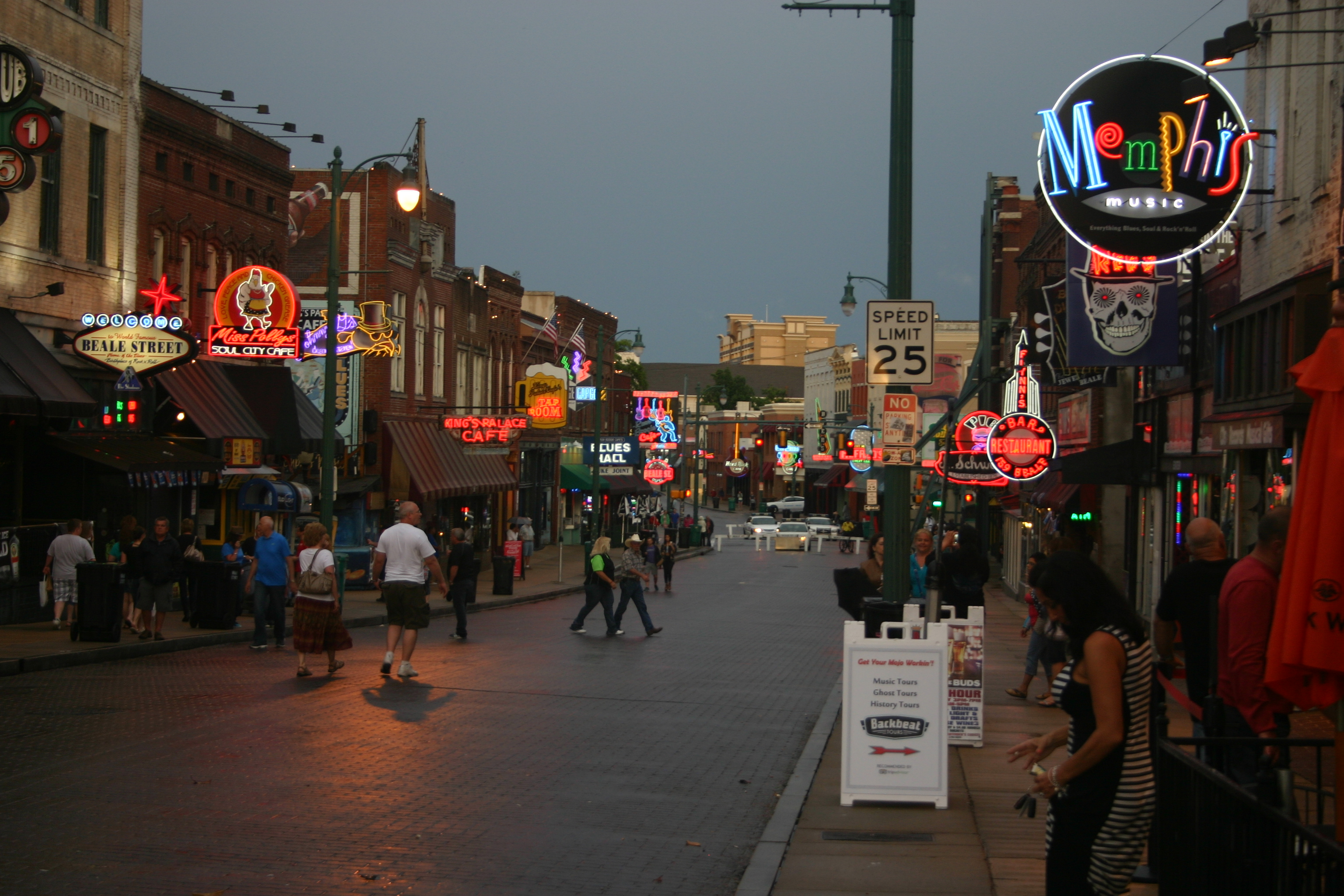
比爾街一景（2014年）

比爾街（英語：Beale Street）是美國田納西州孟菲斯市區的一條街道，從密西西比河一直延伸到東街，長約1.8英里（2.9公里）。比爾街在孟菲斯以及藍調音樂的歷史中都具有重要地位。如今，比爾街兩旁的藍調俱樂部和餐館是曼非斯的主要旅遊景點。節日和戶外音樂會經常將吸引大量人潮。